# Пиер дьо Брюи
Пиер дьо Брюи е френски (окситански) радикален християнски проповедник от XII век, обявил се против доктрините на църковния римокатолицизъм и проповядвал срещу общоприетите канонични и епископални практики. Обявен от църквата за еретик, Пиер дьо Брюи е един от първите документирани опоненти на универсалния католицизъм, като данните са почерпени от трудовете на Пиер Достопочтени и Пиер Абелар. Той се приема за пророк на Реформацията и за архиеретик от църквата през Средновековието.

## Биография
Пиер дьо Брюи проповядва през периода 1117 – 1131 г. в градовете Гап, Ембрюн в Прованс, на териториите на съвременна Югоизточна Франция. Самият Пиер е роден в окситанското селище Брюи. Смята се, че той е отлъчил се от църквата монах или проповедник, осветлен от неортодоксалните идеи на антикатолицизма през Късното средновековие, заради които е убит от тълпата в Ним. Проповедите му са продължени от Анри Лозански, по-късно също заловен и въдворен доживот. Последователите им, нарични петробрусиани живеят предимно в градовете Тулуза и Нарбона, където през XIII век процъфтява и албигойската ерес на катарите. Въпреки че липсват доказателства за директна връзка и унаследяване на идеите между двете учения, сходствата и еретизма на радикалното петробрусианство и албигойството са очевидни и бързо стават обект на гонения от католическата църква, която създава срещу тях епископалната инквизиция и преципитира в Албигойския кръстоносен поход в първата половина на 13 век.

## Идеология
Радикалното петробрусианство е проповедническо или устно предавано и неписано учение. Единствените достоверни източници, съвременници на Пиер дьо Брюи, са посочените трудове от края на XII век, които имат за цел да се противопоставят и оборят окситанския християнски радикализъм. В тези писани паметници теориите и практиките на Пиер са описани като грешки, срещу които теолозите предлагат своите аргументи. Според Пиер Достопочтени и Абелар петробрусианството проповядва:
- Приемане на Евангелието като Божие слово, но не и на Новия Завет, тъй като той е човешко творение.
- Одобрение на кръщението, но във всяка човешка възраст.
- Отхвърляне на богослужението в църква, тъй като „вярата няма нужда от зидани стени, а хората са нейния храм и може да я практикуват дори в плевня“.
- Отхвърляне на свещеничеството и църковния клир с техния целибат като посредници на вярата.
- Отхвърляне на Кръста като християнски символ:

| „ | „Заповядай свещените кръстове да бъдат разбити на парчета и да ги изгарят, защото тази форма или инструмент, чрез която Христос е бил толкова ужасно измъчван, така жестоко убит, не е достойна за всяко обожание или благоговение или моление, но за отмъщението на неговите мъки и смърт трябва да се изцери от непристойното безчестие, да се нареже на парчета с мечове, да се изгори в огъня.“ | “ |

По време на осъществяване на такива практики – масово изгаряне на кръстни символи в Ним, Пиер дьо Брюи е заловен и хвърлен в собствената му клада от реакционно настроена тълпа ортодоксални католици през 1131 г.